# 吉田実紀
吉田 実紀（よしだ みき、1992年11月24日 - ）は、日本のグラビアアイドル、タレント。かつてゼロイチファミリアに所属していた。

## 略歴
愛媛県出身。演技好きの母に連れられ、小学生のころからエキストラの事務所に所属した。高校卒業を機に、別の芸能事務所（アイリンク）へ移籍したところ、社長からグラビアを進められてアイドルの道に入った。
2013年、ネット配信番組『ぷにぷに爽快アワー』にて行われた人気投票（吉田柚葉名義）で1位となり、そのご褒美として雑誌「黄金のGT」で撮りおろしグラビア掲載となった。
2014年6月30日、芸名を吉田 柚葉（よしだ ゆずは）から吉田 実紀（よしだ みき）に改名。
ミスアクション2017（後期）にて、準グランプリを獲得した。
2022年6月29日、自身のTwitter（現・X）で2021年12月をもってゼロイチファミリアを退所したことを報告。今後は、事務所に所属せず活動していくことを併せて報告した。
2024年12月24日、『週刊SPA!』（扶桑社）の「グラビアン魂アワード2024」にて、みうらじゅん個別賞「セイント・ビューティ賞」を受賞した。

## 人物
- 「おばあちゃんもお母さんもおばちゃんも大きくて、吉田家は"巨乳一族"です」と語っている[2][10]。
- 調理師免許とフードコーディネーター3級を有している。趣味はお菓子作り、料理。特技は歌を歌うこと[1][11]。
- イメージビデオ撮影用の衣装を試着した際、胸の重さに肩紐が耐えきれずに千切れたことがある[12]。
- 「ピーチゃんねる」では長らくレギュラーを務め、物を食べながら自己紹介するというキャラクターであった。

## 出演

### 舞台
- 水平線の歩き方（2019年4月3日 - 7日、萬劇場 劇団××（脳内）戦争） - 阿部 役[13][14]
- Milky Way, Faraway ～七夕伝説異聞～（2019年7月25日 - 28日、萬劇場 Favorite Banana Indians） - デネブ 役
- GHOSTMIX Ⅳ（2020年1月29日 - 2月2日、中野ザ・ポケット 劇団虚幻癖） - B班 くノ一あずみ 役

- Eleftheria:エレフセリア（2020年10月30日 - 11月3日、シアターグリーン 劇団Elef） - ドミオン 役[15]
- 吉原恋刀（2021年3月25日 - 29日、中目黒キンケロ・シアター 劇団 武士道） - 白露太夫 役 [16]
- PIERROT × プロとコントラ（2021年6月23日 - 27日、｢劇｣小劇場 劇団ココア） - レナール夫人 役
- ロストマン × ロストウーマン（2021年11月11日 - 21日、荻窪小劇場 劇団ココア） - B班 ミセス・コンラッド 役
- シンギュラリティ・ゼロ（2022年6月22日 - 26日、萬劇場 AUBU GIRL'S STAGE） - サイエンスチーム 春乃美理愛 役
- 第13回 東出有貴プロデュース【夏のオムニバス】（2022年8月10日 - 14日、赤坂CHANCEシアター）
  - A公演.【石川五右衛門の盗めなかった物】 - 不動産屋 阿波万翔符（アパマンショップ） 役
  - B公演.【迷探偵毛利大五郎のグラビアアイドル殺人事件】 - いとう玉緒 役
  - C公演.【東出新喜劇 初めてのおつかい編】 - 西田涼子 役
  - SP公演.【大千秋楽スペシャル公演】 - 薫 役

### テレビ番組
- ムジカ・ピッコリーノ（NHK教育）

### ネット配信番組
- ぷにぷに爽快アワー(マイスマTV)（2013年10月17日 - 2014年7月17日） - レギュラー出演[3]
- 土曜の夜は尻上がり!「ピーチゃんねる」（2017年 - 2018年7月1日、AbemaTV）
- 真夏の濡れ濡れビンカン学校（2017年7月22日・24日、AbemaTV） - シリタガールズ）[17]
- 邪道だらけの夜の大運動会（2018年4月30日 - 5月1日、AbemaTV） - ピーチゃんオールスターズ
- ドラマティック☆桃太郎（渋谷ラジオtokyo） - おばあさん 役
- 360°まる見え! VRアイドル水泳大会（2019年9月13日、フジテレビオンデマンド）[18][19]
- グラドル向上委員会（仮）#7（2021年8月24日、 BSスカパー!）[20]

### CM
- 氷結（麒麟麦酒/キリン）
- キッドグループ 美容室エスプリ

### 映画
- えー、今日は皆様にご報告がありまして（監督：市川悠輔） - マリエ 役
- カミングアウト（監督：犬童一利）
- 降霊少女～私を殺す夜～（監督：大久保俊祐 公開：2017年9月30日 - 10月1日） - 玲奈 役 [21][22][23]

### プロモーションビデオ
- Sentimental boys「君と泳いだ日」 - 主演[24]

## 作品

### 書籍
- 原寸大おっぱい図鑑（2017年8月2日、一迅社、撮影：須崎祐次）JAN 4758015678

#### 雑誌
- 黄金のGT3月号（2014年1月25日、晋遊舎）[5]
- la farfa 2017年05月号 P94. SNAP in SPRING（ぶんか社）JAN 4910191090574
- グラビアスペシャル SUMMER2019 増刊週刊プレイボーイ 2019年 9/1号（集英社）JAN 4910206790994[25]
- 週刊SPA! 2019年11月26日号、2024年2月27日号[26]（扶桑社）JAN 4910234541193

### 映像作品

#### イメージDVD
- ふわとろプリンセス（2017年10月20日、イーネット・フロンティア）[27]
- 恋について（2018年2月15日、ギルド）[28]
- ましゅまろプリン（2018年5月17日、双葉社）[29]
- ゆるふわ天使（2018年9月20日、ラインコミュニケーションズ）[30]
- 揺れる思い（2019年1月25日、スパイスビジュアル）[31]
- みけぱい（2022年11月24日、イーネット・フロンティア）[32]
- むっちり（2023年3月22日、イーネット・フロンティア）[33]
- 男をダメにするカラダ（2023年9月26日、エアーコントロール）[34]

#### VR
- 【VR】はじめてのVR、はじめてのわたし。吉田実紀（2019年7月5日、ファンタスティカ）
- 【VR】Stop！ Look！ Listen！ Miki Yoshida（2019年7月12日、ファンタスティカ）

### 更新停止
- 吉田実紀 オフィシャルブログ みけちゃんみっけ！ - Ameba Blog（2017年5月6日 - 2019年5月28日）
- 吉田柚葉•ゆずぽんの柚ブロ。 - Ameba Blog（2012年5月19日 - 2014年6月30日）
- 吉田柚葉(旧アカ) (@yzh__yoshirin) - X（旧Twitter）（非公開）
- 吉田実紀 - YouTubeチャンネル
- 吉田実紀 - CHEERZ